# Schweizer Meisterschaften im Biathlon 2017
Die Schweizer Meisterschaften im Biathlon 2017 fanden am 25. und 26. März 2017 im Nordischen Zentrum Ulrichen statt. Sowohl für Männer als auch für Frauen wurden Wettkämpfe im Sprint und im Massenstart ausgetragen. Die Titelkämpfe bildeten zusammen mit dem Finale des Leonteq Biathlon Cups den Saisonabschluss.

## Männer
Bei den Männern gewann Florent Claude aus Belgien den Massenstart. Schweizer Meister wurde der Zweitplatzierte Ivan Joller.

### Sprint 10 km
| \| Platz \| Starter \| Verein \| Zeit \| Schießfehler \| \| ----- \| -------------- \| ------------------- \| ------- \| ------------ \| \| 1 \| Mario Dolder \| SSC Riehen \| 25:09,4 \| 1+1 \| \| 2 \| Benjamin Weger \| SC Obergoms \| 25:21,2 \| 0+2 \| \| 3 \| Martin Jäger \| SC Gardes-Frontière \| 25:44,2 \| 1+3 \| | Datum: 25. März 2017 |                     |         |              |
| Platz | Starter              | Verein              | Zeit    | Schießfehler |
| 1 | Mario Dolder         | SSC Riehen          | 25:09,4 | 1+1          |
| 2 | Benjamin Weger       | SC Obergoms         | 25:21,2 | 0+2          |
| 3 | Martin Jäger         | SC Gardes-Frontière | 25:44,2 | 1+3          |

#### Junioren (1996/1997)
| Platz | Starter           | Verein        | Zeit    | Schießfehler |
| ----- | ----------------- | ------------- | ------- | ------------ |
| 1     | Joscha Burkhalter | SC Zweisimmen | 26:11,1 | 0+0          |
| 2     | Sandro Bovisi     | ST Bern       | 27:25,9 | 1+1          |
| 3     | Gian Fadri-Jäger  | Bual Lantsch  | 28:17,5 | 1+1          |

#### Jugend (1998 und jünger)
| Platz | Starter           | Verein                 | Zeit    | Schießfehler |
| ----- | ----------------- | ---------------------- | ------- | ------------ |
| 1     | Niklas Hartweg    | SC Einsiedeln          | 20:30,8 | 2+1          |
| 2     | Sebastian Stalder | SC am Bachtel          | 20:41,8 | 1+3          |
| 3     | Robin Favre       | Nordique Stella Alpina | 21:04,7 | 2+0          |

### Massenstart 15 km
| \| Platz \| Starter \| Verein \| Zeit \| Schießfehler \| \| ----- \| -------------- \| -------------------------- \| ------- \| ------------ \| \| 1 \| Ivan Joller \| SC Bannalp-Wolfenschiessen \| 35;27,1 \| 0+0+1+0 \| \| 2 \| Mario Dolder \| SSC Riehen \| 35:37,0 \| 0+2+0+1 \| \| 3 \| Benjamin Weger \| SC Obergoms \| 36:29,0 \| 0+1+0+2 \| | Datum: 26. März 2017 |                            |         |              |
| Platz | Starter              | Verein                     | Zeit    | Schießfehler |
| 1 | Ivan Joller          | SC Bannalp-Wolfenschiessen | 35;27,1 | 0+0+1+0      |
| 2 | Mario Dolder         | SSC Riehen                 | 35:37,0 | 0+2+0+1      |
| 3 | Benjamin Weger       | SC Obergoms                | 36:29,0 | 0+1+0+2      |

#### Junioren (1996/1997)
| Platz | Starter           | Verein         | Zeit    | Schießfehler |
| ----- | ----------------- | -------------- | ------- | ------------ |
| 1     | Joscha Burkhalter | SC Zweisimmen  | 39:28,4 | 0+0+2+0      |
| 2     | Gian Fadri-Jäger  | Bual Lantsch   | 41:12,2 | 0+0+2+0      |
| 3     | Nirando Bacchetta | SSC Toggenburg | 43:06,9 | 1+1+4+2      |

#### Jugend (1998 und jünger)
| Platz | Starter           | Verein        | Zeit    | Schießfehler |
| ----- | ----------------- | ------------- | ------- | ------------ |
| 1     | Niklas Hartweg    | SC Einsiedeln | 35;02,1 | 1+1+1+2      |
| 2     | Sebastian Stalder | SC am Bachtel | 37:19,9 | 0+1+4+2      |
| 3     | Sascha Prentler   | SC Kandersteg | 28:19,2 | 0+1+2+0      |

## Frauen

### Sprint 7,5 km
| \| Platz \| Starter \| Verein \| Zeit \| Schießfehler \| \| ----- \| --------------- \| ------------------- \| ------- \| ------------ \| \| 1 \| Selina Gasparin \| SC Gardes-Frontière \| 20:40,6 \| 1+0 \| \| 2 \| Aita Gasparin \| SC Gardes-Frontière \| 20:55,7 \| 0+0 \| \| 3 \| Elisa Gasparin \| SC Gardes-Frontière \| 22:04,8 \| 1+1 \| | Datum: 25. März 2017 |                     |         |              |
| Platz | Starter              | Verein              | Zeit    | Schießfehler |
| 1 | Selina Gasparin      | SC Gardes-Frontière | 20:40,6 | 1+0          |
| 2 | Aita Gasparin        | SC Gardes-Frontière | 20:55,7 | 0+0          |
| 3 | Elisa Gasparin       | SC Gardes-Frontière | 22:04,8 | 1+1          |

#### Juniorinnen (1996/1997)
| Platz | Starter      | Verein            | Zeit    | Schießfehler |
| ----- | ------------ | ----------------- | ------- | ------------ |
| 1     | Laura Caduff | SC Sarsura Zernez | 24:05,0 | 0+2          |
| 2     | Anna Knaus   | SSC Toggenburg    | 25:12,5 | 0+0          |

#### Jugend (1998 und jünger)
| Platz | Starter           | Verein             | Zeit    | Schießfehler |
| ----- | ----------------- | ------------------ | ------- | ------------ |
| 1     | Amy Baserga       | SC Einsiedeln      | 18:41,3 | 1+2          |
| 2     | Linda Witschi     | SC Obergoms        | 19:04,4 | 0+1          |
| 3     | Flavia Barmettler | SC Schwendi-Langis | 19:07,1 | 0+1          |

### Massenstart 12,5 km
| \| Platz \| Starter \| Verein \| Zeit \| Schießfehler \| \| ----- \| --------------- \| ------------------- \| ------- \| ------------ \| \| 1 \| Selina Gasparin \| SC Gardes-Frontière \| 41:46,3 \| 1+1+0+2 \| \| 2 \| Aita Gasparin \| SC Gardes-Frontière \| 42:10,6 \| 1+1+1+0 \| \| 3 \| Lena Häcki \| Nordic Engelberg \| 43:20,2 \| 1+1+1+1 \| | Datum: 26. März 2017 |                     |         |              |
| Platz | Starter              | Verein              | Zeit    | Schießfehler |
| 1 | Selina Gasparin      | SC Gardes-Frontière | 41:46,3 | 1+1+0+2      |
| 2 | Aita Gasparin        | SC Gardes-Frontière | 42:10,6 | 1+1+1+0      |
| 3 | Lena Häcki           | Nordic Engelberg    | 43:20,2 | 1+1+1+1      |

#### Juniorinnen (1996/1997)
| Platz | Starter      | Verein            | Zeit    | Schießfehler |
| ----- | ------------ | ----------------- | ------- | ------------ |
| 1     | Laura Caduff | SC Sarsura Zernez | 44:29,8 | 1+1+3+3      |
| 2     | Anna Knaus   | SSC Toggenburg    | 49:23,2 | 3+1+2+0      |

#### Jugend (1998 und jünger)
| Platz | Starter           | Verein             | Zeit    | Schießfehler |
| ----- | ----------------- | ------------------ | ------- | ------------ |
| 1     | Flavia Barmettler | SC Schwendi-Langis | 26:19,8 | 0+0+2+1      |
| 2     | Anja Fischer      | Nordic Engelberg   | 27:39,1 | 0+0+2+1      |
| 3     | Amy Baserga       | SC Einsiedeln      | 28:51,8 | 0+2+1+4      |